# Gymnoscelis imparatalis
Gymnoscelis imparatalis là một loài bướm đêm trong họ Geometridae.